# Mohamed Rizgalla
Mohamed Rizgalla (arab. محمد رزق الله; ur. 8 października 1942 w Kadukli) – sudański bokser, olimpijczyk. 
W wadze lekkopółśredniej wystąpił na igrzyskach olimpijskich w Rzymie (1960). W 1/32 finału miał wolny los, a w 1/16 przegrał przez RSC z Egipcjaninem Sayedem El-Nahasem reprezentującym Zjednoczoną Republikę Arabską.